# José Teiguel
José Diógenes Teiguel Teiguel (Nercón, Chile, 1960) es un profesor, escritor y poeta chileno de origen huilliche vinculado al movimiento cultural Aumen de Chiloé.

## Biografía
Profesor de Castellano y Filosofía de la Universidad Austral de Chile, Teiguel ha practicado diversos géneros —poesía, cuento, novela— y ha antologado algunos poemarios.
Comenzó a escribir en la adolescencia, época en la que formó parte del taller literario Aumen, dirigido por el poeta y académico Carlos Trujillo.
La obra lírica de Teiguel se enmarcaría, de acuerdo a la descripción que hace Iván Carrasco de la poesía etnocultural chilena, en el grupo de poetas chilotes, que se han "nutrido de las preocupaciones que han tenido como objeto poético a un sur de Chile multicultural y diverso".
Mario Contreras Vega, antologador de 1000 años de literatura en Chiloé ha señalado que "en su trabajo, tanto poético como narrativo", Teiguel "destaca por la variedad de registros simbólicos con los que rescata el espacio que habita, transformando los contrastes culturales en formadores de experiencia, sin dejar de asumir el tiempo histórico y poético que le ha tocado en suerte".. Medardo Urbina destaca que "las páginas de Las puntas del agua traducen fielmente ese Chiloé rural que vivió José Teiguel; rústico, sencillo, verde, grisáceo, o radiante de sol, lleno de olores, aromas intensos, en el que se mueven los personajes de bullente vida, cada uno de los cuales estremece por la magnitud de sus historias, sufrimientos y circunstancias extremas, en las que la muerte ronda y define de modo implacable".
En 1991 José Teiguel publicó La heredad del pasto y el agua, texto que, como dice el poeta Jaime Huenún, "revisa la conflictiva y desigual relación producida durante más de un siglo entre los colonos alemanes y la población indígena del sur del país. Quizás sea este uno de los volúmenes más explícitamente políticos editado a comienzos de los años 90, pues se trata de una obra que mediante recursos como la ironía, el despliegue de información histórica no oficial, el montaje de cosmovisiones y cierto cuño lárico, devela no solo el despojo y la usurpación de territorios indígenas, sino que señala parejamente la maquiavélica y sistemática destrucción de la identidad y la cultura originaria de la zona".

## Obras
- La heredad del pasto y el agua, poesía, Paginadura Ediciones, Valdivia, 1991 (2ª edición: 2006)
- Claridad de lobo, Polígono Ediciones, Puerto Montt, 1995 (2009)
- Casa de madera, novela con ilustraciones de Marcelo Paredes, Nerconediciones, Puerto Montt, 2003
- Puerto Abanestra, cuentos infantiles con ilustraciones de Marcelo Paredes, Nercón Ediciones, Puerto Montt, 2005
- Las puntas del agua, cuentos, editorial Isla Grande, 2009, ISBN 978-956-8418-04-5
- Muertes sucesivas, cuentos,  editorial Okeldán, Concepción, 2009
- Aplicaciones de la soledad y otros monólogos, cuentos, Okeldán, Concepción, 2017

Aparición en antologías
- La memoria iluminada, poesía mapuche contemporánea, Málaga, 2007
- Antología de poesía indígena hispanoamericana, Los cantos ocultos, 2008
- Escribir en la muralla, poesía política mapuche, Buenos Aires, 2010
- Weichapeyuchi UL, cantos de guerrero, LOM Ediciones, Santiago, 2012
- 100 años de literatura en Chiloé, por Mario Contreras Vega; Oxímoron / Alquimia, 2014, ISBN 978-956-9131-33-2
- Elogio del bar. Bares y poetas de Chile, editado por Gonzalo Contreras Loyola, Etnika, Santiago, 2014

Como editor
- Quince poetas desde el agua-lluvia, Editorial Kultrún, Valdivia, 1993
- Primeras cosechas: segunda antología poética escolar, talleres literarios Décima Región, en coautoría con Nelson Navarro, Polígono Ediciones, Puerto Montt, 1994